# Сосновка (Камчатский край)
Сосно́вка — село в Елизовском районе Камчатского края России. Входит в состав Николаевского сельского поселения.

## География
Село находится на расстоянии 12 км (по прямой) к северо-востоку от города Елизово, административного центра района. К северо-западу от села находится гора-вулкан Острая.

## История
Село основано в 40-х годах XX века как совхоз. Название получило в 50-х годах в честь лесных насаждений вокруг села.

## Население
| 2002  | 2010 | 2012 | 2013 | 2015 | 2016 | 2018 |
| ----- | ---- | ---- | ---- | ---- | ---- | ---- |
| 1012  | ↘870 | ↗872 | ↗874 | ↗895 | ↘863 | ↗951 |
| 2020  |      |      |      |      |      |      |
| ↗1005 |      |      |      |      |      |      |

## Улицы
| - ул. Новая, - ул. Спортивная, | - ул. Тимирязева, - ул. Центральная. |

## Достопримечательности
В 1998 году в селе открыта этнографическая музей-деревня ительменов. Ежегодно в сентябре и октябре здесь празднуется национальные ительменские праздники Хололо и Алхалалай (праздник урожая).